# Taylor Jordan
Taylor Jordan (né le 17 janvier 1989 à Merritt Island, Floride, États-Unis) est un lanceur droitier des Ligues majeures de baseball qui joue avec les Nationals de Washington de 2013 à 2015.

## Carrière
Taylor Jordan est repêché deux fois : il est sélectionné en 18e ronde par les Reds de Cincinnati en 2007 puis au 9e tour par les Nationals de Washington, avec qui il signe un contrat, en 2009. Alors qu'il évolue en ligues mineures en 2011, Jordan subit une opération Tommy John au coude droit.
Il gradue directement du niveau AA des ligues mineures aux Ligues majeures après avoir compilé une fiche de 7 victoires, aucune défaite et une moyenne de points mérités de 0,83 pour les Senators de Harrisburg et une fiche de 9-1 avec une moyenne de 1,00 depuis le début de sa saison 2013[réf. souhaitée].
Taylor Jordan fait ses débuts dans le baseball majeur comme lanceur partant des Nationals de Washington le 29 juin 2013 contre les Mets de New York. Il n'accorde qu'un point mérité mais encaisse la défaite à la suite d'erreurs coûteuses de sa défensive.
Le 22 avril 2014, Jordan accorde à Albert Pujols le 500e coup de circuit en carrière de ce dernier.
En trois saisons chez les Nationals de 2013 à 2015, Taylor Jordan débute 15 de ses 18 matchs joués. Sa moyenne de points mérités se chiffre à 4,48 avec 57 retraits sur des prises en 94 manches et un tiers lancées, mais il ne remporte qu'une victoire contre 8 défaites.